# Соловей, Валерий Дмитриевич
Вале́рий Дми́триевич Солове́й (род. 19 августа 1960, Счастье, Луганская область) — российский политолог, конспиролог, политический аналитик, историк, публицист и общественный деятель. Доктор исторических наук.
С 2007 по 2019 год был профессором и заведующим кафедрой рекламы и связей с общественностью МГИМО. По состоянию на 2023 год продолжает называть себя профессором. Соловей известен своими политическими прогнозами, которые вызывали широкий общественный резонанс: так 27 октября 2023 года Валерий Соловей на своём канале заявил о «смерти Путина».
По мнению украинских и российских СМИ, Соловей ведёт Telegram-канал «Генерал СВР», автором которого якобы является бывший генерал Службы внешней разведки.

## Биография
Родился 19 августа 1960 года в городе Счастье Луганской области в семье энергетиков. Детство провёл на западе Украины в городе Бурштын Ивано-Франковской области. В отрочестве с родителями жил на Кубе.
В 1983 году окончил исторический факультет МГУ им. М. В. Ломоносова.
С 1983 по 1993 год — аспирант и сотрудник Института истории СССР АН СССР (ныне Институт российской истории РАН).
В 1987 году защитил диссертацию на соискание учёной степени кандидата исторических наук по теме «Роль Института красной профессуры в становлении советской исторической науки и разработке проблем отечественной истории, 1921—1938 гг.».
В конце 1980-х — начале 1990-х годов увлекался, по его собственным словам, религией и проживал в качестве иподиакона в одном из монастырей.
С 1993 по 2008 год — эксперт «Горбачёв-фонда». В мае — сентябре 1995 года прошёл стажировку в Лондонской школе экономики и политических наук.
В 2005 году защитил диссертацию на соискание учёной степени доктора исторических наук по теме «„Русский вопрос“ и его влияние на внутреннюю и внешнюю политику России (начало XVIII — начало XXI вв.)».
С 2009 года — член Экспертного совета международного аналитического журнала «Геополитика».
Круг научных интересов: современная российская политика и политическая история, русская идентичность; член редколлегии журнала «Свободная мысль-XXI».
Был научным руководителем русского националиста Владимира Тора, который в 2011 году защитил диссертацию, являющуюся, согласно данным Lenta.ru, плагиатом ряда других работ разных авторов. Высшая аттестационная комиссия (ВАК) оставила в силе решение о присвоении Тору степени кандидата исторических наук.
В январе 2012 года возглавил рабочую группу по формированию политической партии националистического толка «Новая сила». 6 октября 2012 года на учредительном съезде партии «Новая сила» был избран председателем партии. 25 июня 2013 года Минюст отказал «Новой силе» в государственной регистрации. В марте 2016 года Соловей отметил в интервью, что партия «заморожена в связи с тем, что нам угрожали репрессиями».
29 ноября 2017 года вошёл в предвыборный штаб главы Партии роста Бориса Титова, где курировал идеологию. Являлся доверенным лицом своего кандидата и представлял его на предвыборных дебатах.
Выступая в СМИ, Соловей регулярно критикует действующую федеральную власть и лично президента Владимира Путина.
В июне 2019 года его контракт в МГИМО истёк. Руководство вуза попросило профессора покинуть учебное заведение, поскольку он «ведёт антигосударственную пропаганду и подрывает политическую стабильность». 19 июня 2019 года Соловей сообщил, что под давлением и по политическим причинам прекращает преподавательскую деятельность, увольняется из МГИМО и начинает писать книгу по заказу крупного европейского издательства.
В августе 2020 года через YouTube и социальные сети призвал выйти на всероссийскую акцию гражданской солидарности с протестующими в Хабаровске, а также с Республикой Коми и Архангельской областью, где «отказываются регистрировать народных кандидатов», и с жителями Башкирии, отстаивающими гору Куштау.
В начале 2021 года стало известно о гипотетической возможности выдвижения Соловья на предстоящих в сентябре 2021 года выборах в Государственную думу по одномандатному округу от Партии Роста.
16 февраля 2022 года в его московскую квартиру пришли сотрудники Следственного комитета. В результате обыска, длившегося шесть часов, была изъята вся техника, принадлежавшая Валерию Соловью, его супруге и их сыну. После политолога с сыном увезли на допрос в Следственный комитет, а с супруги Соловья была взята подписка о неразглашении. По словам адвоката политолога Алексея Добрынина, Валерий Соловей проходит свидетелем по уголовному делу о возбуждении ненависти либо вражды, совершённом организованной группой с использованием СМИ или интернета. После допроса в СК он был отпущен.

### Движение «Перемен»
В сентябре 2020 года Соловей был на 3 часа задержан полицией в Москве после организованной им акции «День #перемен» солидарности с протестующими в Хабаровске и Белоруссии, а также с Алексеем Навальным и политзаключёнными. Её участники без плакатов и лозунгов прошли по Тверскому бульвару. Тверской суд Москвы оштрафовал его на 20 тыс. руб. за организацию несогласованного публичного мероприятия. Соловей заявил, что, по его мнению, факта правонарушения не было.
В октябре 2020 года Соловей объявил о создании децентрализованного политического движения «Перемен», которое в организационном плане будет работать по принципу телеграм-канала Nexta. Движение выдвигает 5 главных требований: отмена пенсионной реформы, отставка правительства, реализация конституционного права граждан на мирные собрания, проведение выборов в Госдуму по недискриминационным законам и создание коалиционного правительства народного доверия по итогам выборов.
5 декабря 2020 года Соловей был задержан в Санкт-Петербурге на встрече со сторонниками движения «Перемен», после чего суд арестовал его за проведение массового публичного мероприятия без уведомления властей (часть 2 статьи 20.2 Кодекса Российской Федерации об административных правонарушениях) на 10 суток.
9 сентября 2022 года Минюст России внёс Соловья в список СМИ — «иностранных агентов» за получение 2,7 млн руб. от Google Ireland Limited и 124 тыс. руб. от ICEUR (независимого аналитического института, расположенного в Вене).

## Резонансные высказывания
С 2016 года намекал на тяжёлую болезнь президента РФ Владимира Путина.
20 марта 2020 года радио «Эхо Москвы» по требованию Роскомнадзора удалило со своего сайта видео и стенограмму передачи «Особое мнение» от 16 марта 2020 года, в которой Соловей, в частности, заявил, что, по его данным, российские власти скрывают настоящие цифры о смертности от коронавируса. Соловей утверждал, что в России от заболевания уже умерли 1600 человек, а количество инфицированных оценивается в 130—180 тыс. При этом, по официальным данным, на 16 марта в России было менее 100 инфицированных и ни одного умершего от COVID-19. По объяснению главного редактора сайта радиостанции Виталия Рувинского, слова Соловья были мнением приглашённого эксперта. В тот же день Генеральная прокуратура РФ назвала слова Соловья недостоверной общественно значимой информацией (фейком) и заявила, что усматривает в них административное правонарушение, предусматривающее штраф до 100 тыс. руб.
В ноябре 2020 года британский таблоид The Sun со ссылкой на Соловья предположил, что у Владимира Путина может быть болезнь Паркинсона. Новость получила широкое распространение в англоязычных и российских СМИ. Пресс-секретарь президента Дмитрий Песков отверг данное предположение.
В октябре 2023 года Валерий Соловей со ссылкой на «очень влиятельную группу в Кремле» стал сообщать о резко ухудшающемся состоянии президента. 26 октября состоялась закрытая онлайн-встреча Соловья и его сторонников, на которой, по словам профессора, «обсуждались контуры ближайшего будущего постпутинской России». 27 октября Соловей выпустил в рубрике «Что происходит» авторское видео с заголовком «Путин мёртв. Что дальше?», в котором, сославшись на приписываемый ему Telegram-канал «Генерал СВР» и собственные источники из ближайшего окружения Президента, заявил о смерти Владимира Путина. По словам Соловья, «Путин мёртв, помещён в холодильник для заморозки. Ближайшие несколько месяцев его будет заменять двойник». По мнению издания «Медуза», Соловей придумал это, чтобы «дать окно возможностей российской оппозиции для перемен и напирать на факт нелегитимности выборов двойника в марте 2024 года».

## Политические прогнозы
В 2016 году Соловей предсказал ограничение на выезд из страны и введение туристического налога на выезд после выборов в Госдуму, чего не случилось.
Начиная с 2017 года Соловей регулярно предсказывает скорую смену власти в России:
| Дата предсказания | Прогнозируемая дата смены власти | Цитата |
| ----------------- | -------------------------------- | --- |
| 8 сентября 2017   | 2019—2020                        | «Путин уйдёт по ельцинскому сценарию через два-три года» |
| 30 декабря 2018   | 2021—2022                        | «Масштабный политический кризис начнется в конце 2019 года, он продлится 2-3 года и закончится отстранением действующего режима от власти и переучреждением России» |
| 24 декабря 2019   | 2020                             | «Путин уйдет в 2020 году, его заменит Медведев» |
| 13 июня 2020      | 2022                             | «Уже в 2022 году мы его [Путина] не увидим в политике — ни в российской, ни в международной»                                                                        |
| 23 декабря 2020   | 2021                             | «В 2021 году Путин уйдёт и ему абсолютно точно придётся покинуть свой пост»                                                                                         |
| 23 сентября 2021  | 2021—2023                        | «Путин уйдет с поста президента до 2024 года» |
| 23 декабря 2022   | 2023                             | «Весной [2023 года] Путина вынудят покинуть Кремль» |
| 23 октября 2023   | 2023                             | «Путин не доживет до конца осени» |

Некоторые из прогнозов Соловья о перестановках в российском руководстве оказались точными. Так, в 2016 году он предсказал назначение Антона Вайно главой администрации президента, а Вячеслава Володина — председателем Госдумы. В январе 2022 года Соловей оказался прав, предсказывая войну между РФ и Украиной, но в 2019 году утверждал, что большая война «абсолютно исключена». Также Соловей ошибся, предсказывая в 2019 и 2020 годах нападение на страны Балтии.
Слухи об ухудшении здоровья Путина, источником которых был Соловей, впоследствии были многократно опубликованы в русскоязычной и англоязычной прессе. Интерес к его словам вернулся после расследования издания «Проект», в котором утверждалось, что Путина сопровождает в поездках бригада врачей, в том числе специалисты по онкологическим заболеваниям и проблемам щитовидной железы.

## Семья
- жена — Светлана Всеволодовна Анащенкова[13];
- сын — Павел[13];
- сестра — Татьяна Дмитриевна Соловей, учёный-этнограф. В 1985 году окончила исторический факультет МГУ, с 1987 года работает там же. В 2005 году защитила в Московском педагогическом государственном университете диссертацию на соискание учёной степени доктора исторических наук на тему «Историческая эволюция государственной политики в отношении гуманитарных наук в России: XIX — начало XXI вв.». Имеет совместные публикации с В. Соловьём. Лауреат многих премий. Научные интересы включают: историография, история этнологии, идентичность, Россия, национализм, этнография народов Америки, доколумбовые цивилизации[78][79][80].

## Публикации
Валерий Соловей — автор и соавтор 4 монографий, нескольких десятков научных статей по истории и политике России, нескольких сотен газетных публикаций.
- Соловей В. Д. Русская история: новое прочтение. — М.: АИРО-XX, 2005. — 319 с. — ISBN 5-91022-018-7.
- Соловей В. Д. Смысл, логика и форма русских революций. — М.: АИРО-XX, 2007. — 71 с. — ISBN 978-5-91022-066-3.
- Соловей В. Д. Кровь и почва русской истории. — М.: Русский Миръ, 2008. — 473 с. — ISBN 978-5-89577-088-7.
- Соловей Т. Д., Соловей В. Д. Несостоявшаяся революция. Исторические смыслы русского национализма. — Москва: Феория, 2009. — 434 с. — ISBN 978-5-287-00646-4.
- Соловей Т. Д., Соловей В. Д. Несостоявшаяся революция. — М.: АСТ : Астрель, 2011. — 541 с. — ISBN 978-5-17-072423-9.
- Соловей В. Д. Абсолютное оружие. Основы психологической войны и медиаманипулирования. — М.: Эксмо, 2015. — 320 с. — ISBN 978-5-699-83914-8.
- Соловей В. Д. Революtion! Основы революционной борьбы в современную эпоху. — М.: Эксмо, 2016. — 320 с. — (Мировая политика: Как это делается). — ISBN 978-5-699-92316-8.